# Dendrobium chrysopterum
Dendrobium chrysopterum là một loài thực vật có hoa trong họ Lan. Loài này được Schuit. & de Vogel mô tả khoa học đầu tiên năm 2001.